# Linum lewisii
Linum lewisii – gatunek rośliny z rodziny lnowatych (Linaceae). Występuje w stanie naturalnym w zachodniej części Ameryki Północnej. Rośnie od Alaski do południowych obszarów Kalifornii i od zachodniego wybrzeża po rzekę Missisipi. Występuje na górskich, suchych zboczach, aż do wysokości ok. 3000 m.

## Morfologia
PokrójDo 90 cm wysokości.
LiścieWąskie, lancetowate, 1–2 cm długości.
KwiatyJasnoniebieskie lub lawendowe do białych, o średnicy 1,5–3 cm, z 5 płatkami.

## Zastosowanie
Gatunek czasami uprawiany w ogrodach jako roślina ozdobna.